# Hypsipyla rotundipex
Hypsipyla rotundipex is een vlinder uit de familie van de snuitmotten (Pyralidae). De wetenschappelijke naam van de soort werd voor het eerst geldig gepubliceerd in 1903 door George Hampson.